# Альтміттвайда
Альтміттвайда (нім. Altmittweida) — громада в Німеччині, розташована в землі Саксонія. Входить до складу району Середня Саксонія. Складова частина об'єднання громад Міттвайда.
Площа — 14,07 км2. Населення становить 1872 ос. (станом на 31 грудня 2020).

## Галерея

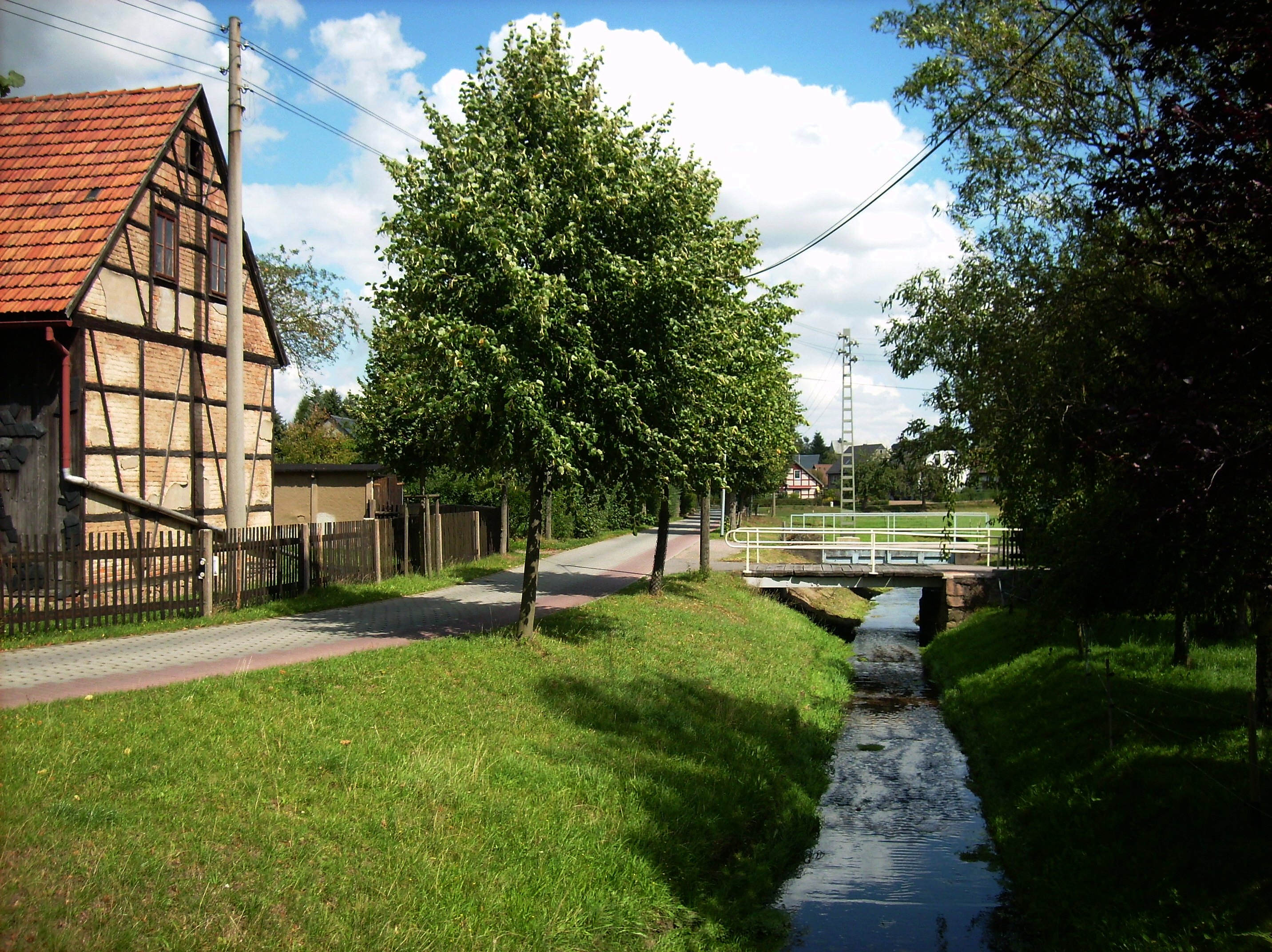
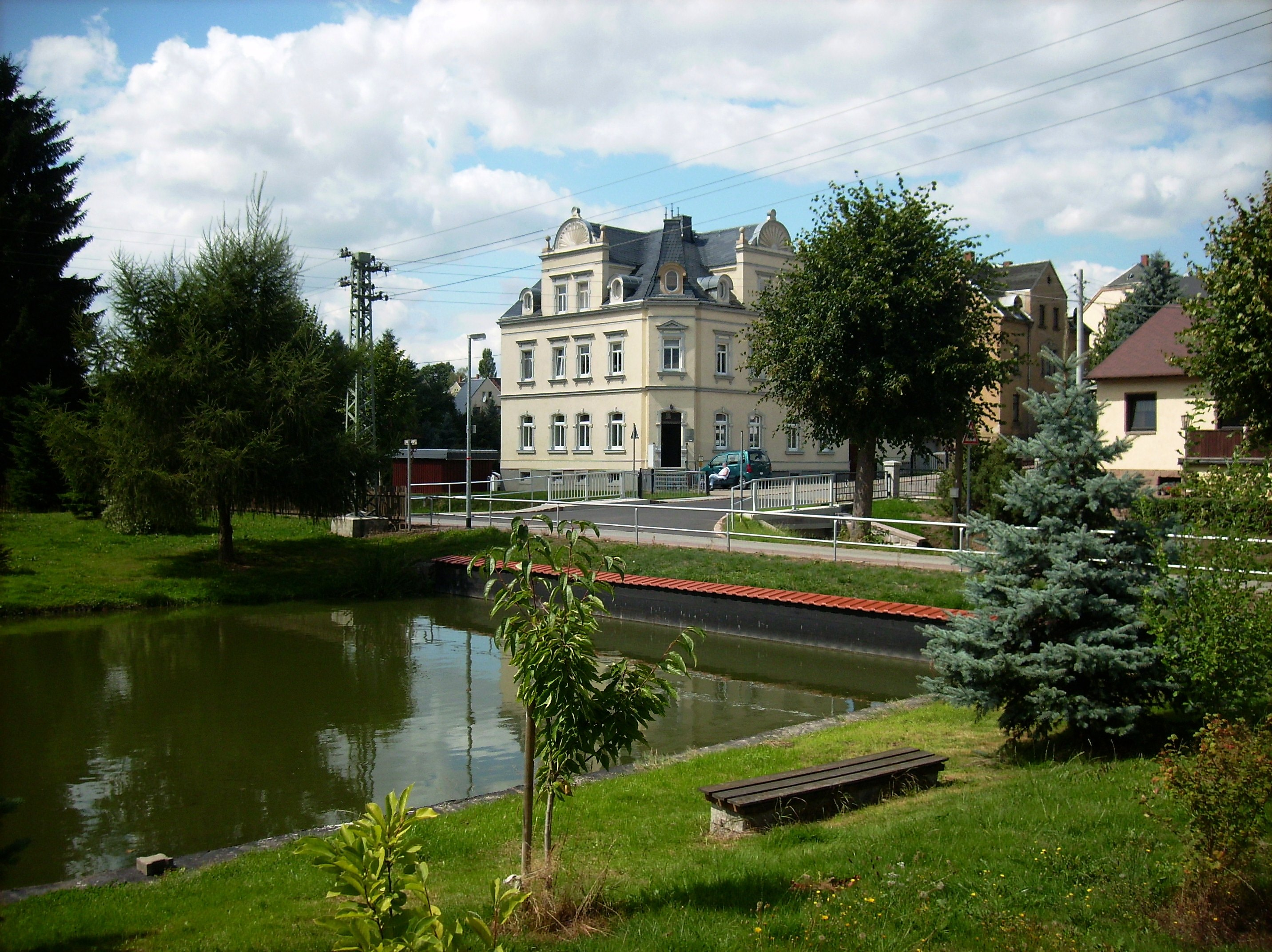
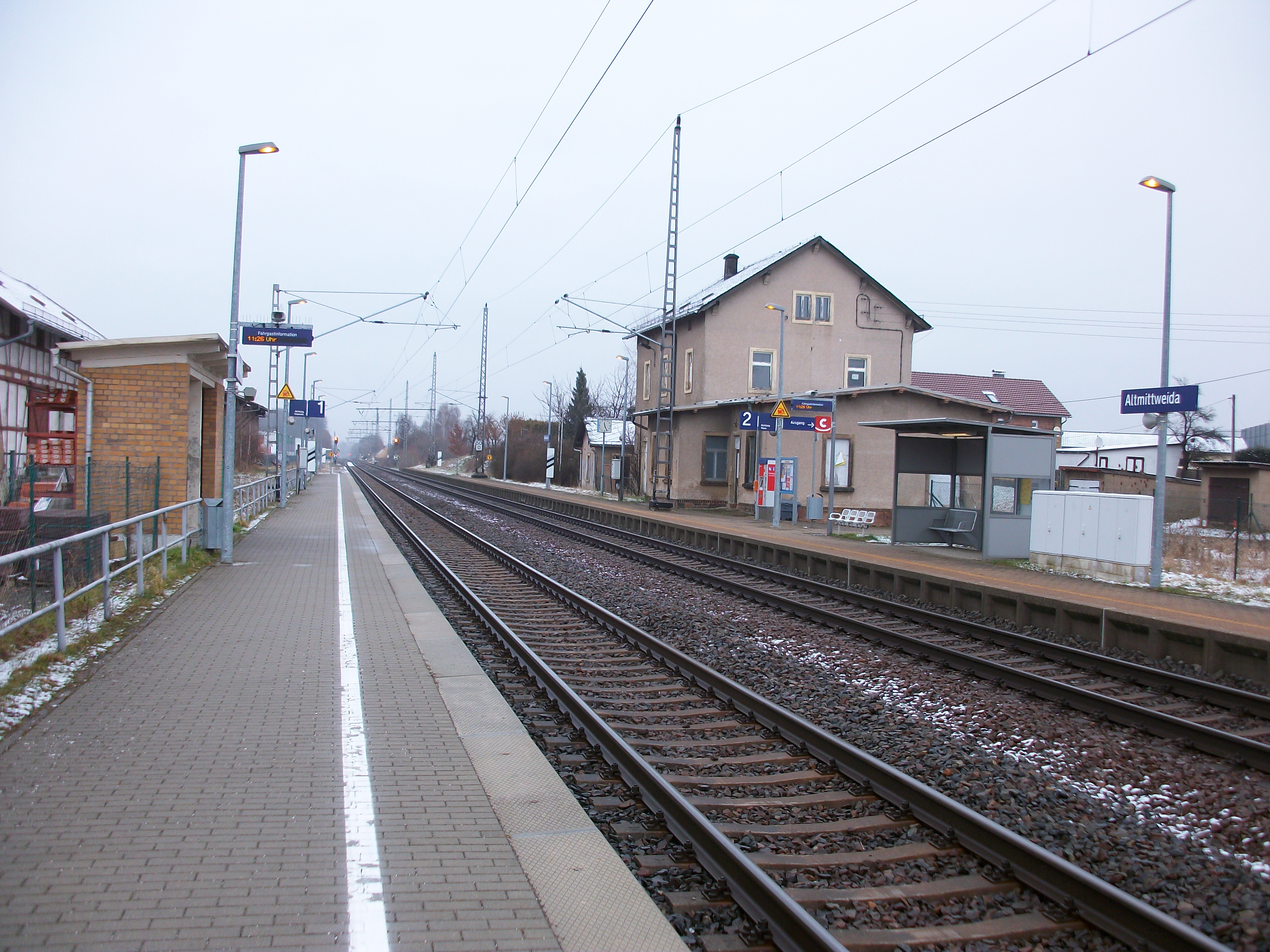